# Kedung Keris
Kedung Keris is een bestuurslaag in het regentschap Gunung Kidul van de provincie Jogjakarta, Indonesië. Kedung Keris telt 4207 inwoners (volkstelling 2010).